# Тюринзька коза

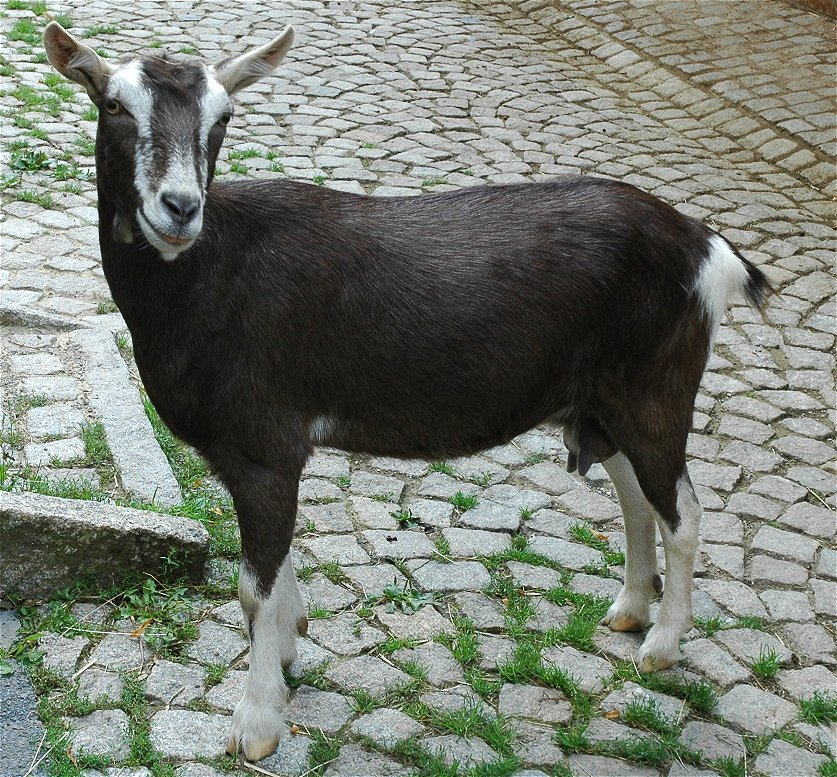
Тюринга

Тюринзька коза (нім. Thüringer Waldziege) — вид кіз, що зустрічається у Тюрингії, східна Німеччина і використовується для виробництва молока. 
Тюринзька порода кіз походить від селективного розведення схрещування порід Тоггенбург, Harzerziege, Rhönziege та Thüringer Landziege. Дана порода є добре пристосованою до гірських регіонів, але майже вимерла.